# Tovariella pittieriana
Tovariella pittieriana — вид грибів, що належить до монотипового роду Tovariella.